# Patinage artistique aux Jeux olympiques de 2014
Navigation
Vancouver 2010 Pyeongchang 2018
Les épreuves de patinage artistique aux Jeux olympiques d'hiver de 2014 se déroulent du 6 au 22 février 2014 au Centre de patinage artistique Iceberg de Sotchi en Russie.  
Les compétitions regroupent trente pays et cent quarante-neuf athlètes (soixante-quinze hommes et soixante-quatorze femmes).
Pour la première fois aux Jeux olympiques, une épreuve par équipes en patinage artistique a lieu. En raison de cette nouvelle compétition, les épreuves de patinage débutent une journée avant la cérémonie d'ouverture. C'est la première fois dans l'histoire des Jeux olympiques d'hiver que les compétitions de patinage artistique commencent avant l'ouverture officielle des Jeux.
En danse sur glace, la dansée imposée et la danse originale sont remplacées par une danse courte. Cela était déjà le cas sur le circuit ISU depuis la saison 2010/2011.
Il est à noter que la Russie remporte 5 médailles dont 3 d'or, alors qu'il est dénoncé un système institutionnel de dopage en Russie qui touche particulièrement les Jeux olympiques de 2014.

## Qualifications
Les patineurs sont éligibles à l'épreuve s'ils représentent une nation membre du Comité international olympique et de l'Union internationale de patinage (International Skating Union en anglais). Les fédérations nationales sélectionnent leurs patineurs en fonction de leurs propres critères, mais l'Union internationale de patinage exige un score minimum d'éléments techniques (Technical Elements Score en anglais) lors d'une compétition internationale avant les Jeux olympiques. 
Sur la base des résultats des championnats du monde 2013, l'Union internationale de patinage autorise chaque pays à avoir de une à trois inscriptions par discipline.
| Entrées | Messieurs                                   | Dames                      | Couples                            | Danse sur glace           |
| --- | ------------------------------------------- | -------------------------- | ---------------------------------- | ------------------------- |
| 3 | Japon États-Unis                            | Japon Russie États-Unis    | Canada Chine Russie                | Canada Russie États-Unis  |
| 2 | Canada Chine Tchéquie France Russie Espagne | Canada Italie Corée du Sud | France Allemagne Italie États-Unis | France Italie Royaume-Uni |
| Les pays non listés dans ce tableau peuvent avoir une entrée si leurs patineurs remplissent des critères de sélections de l'Union internationale de patinage. |                                             |                            |                                    |                           |

## Calendrier des compétitions

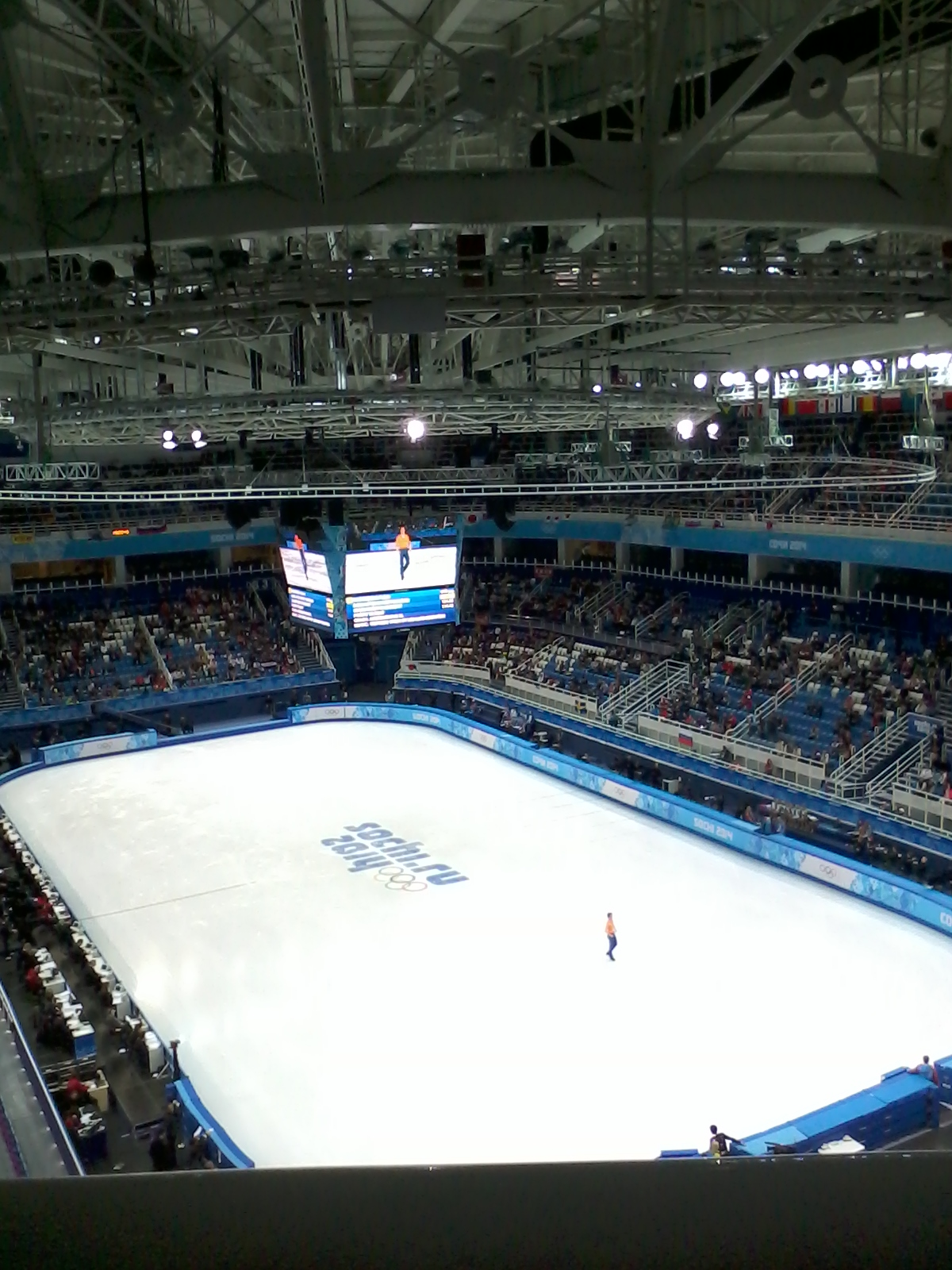
Patinoire olympique Iceberg de Sotchi

Le tableau ci-dessous montre le calendrier des cinq épreuves de patinage artistique.
- Épreuves avec médailles

Tous les horaires sont à l'heure de Moscou (UTC+4).
| Date       | Horaire | Épreuve                                              |
| ---------- | ------- | ---------------------------------------------------- |
| 6 février  | 19 h 30 | Épreuve par équipes : Programme court (Couples)      |
| 6 février  | 19 h 30 | Épreuve par équipes : Programme court (Messieurs)    |
| 8 février  | 18 h 30 | Épreuve par équipes : Danse courte (Danse sur glace) |
| 8 février  | 18 h 30 | Épreuve par équipes : Programme court (Dames)        |
| 8 février  | 18 h 30 | Épreuve par équipes : Programme libre (Couples)      |
| 9 février  | 19 h 00 | Épreuve par équipes : Programme libre (Messieurs)    |
| 9 février  | 19 h 00 | Épreuve par équipes : Programme libre (Dames)        |
| 9 février  | 19 h 00 | Épreuve par équipes : Danse libre (Danse sur glace)  |
| 11 février | 19 h 00 | Couples : Programme court                            |
| 12 février | 19 h 45 | Couples : Programme libre                            |
| 13 février | 19 h 00 | Messieurs : Programme court                          |
| 14 février | 19 h 00 | Messieurs : Programme libre                          |
| 16 février | 19 h 00 | Danse sur glace : Danse courte                       |
| 17 février | 19 h 00 | Danse sur glace : Danse libre                        |
| 19 février | 19 h 00 | Dames : Programme court                              |
| 20 février | 19 h 00 | Dames : Programme libre                              |
| 22 février | 20 h 30 | Gala d'exhibition                                    |

## Participants

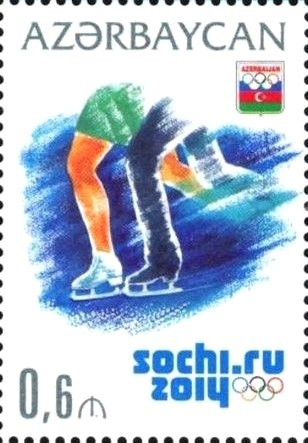
Timbre azéris émis à l'occasion des Jeux olympiques d'hiver

149 patineurs de 30 nations participent aux Jeux olympiques d'hiver de 2014 : 75 hommes et 74 femmes.
Le Brésil et les Philippines participent pour la première fois aux épreuves de patinage artistique des Jeux olympiques d'hiver.
| Pays         | Participants Hommes | Participantes Femmes | Nombre d'hommes | Nombre de femmes | Nombre total |
| ------------ | --- | --- | --------------- | ---------------- | ------------ |
| Allemagne    | Stefano Caruso Alexander Gazsi Peter Liebers Robin Szolkowy Daniel Wende                                                 | Tanja Kolbe Aljona Savchenko Nathalie Weinzierl Maylin Wende Nelli Zhiganshina                                                           | 5               | 5                | 10           |
| Australie    | Brendan Kerry Gregory Merriman                                                                                           | Brooklee Han Danielle O'Brien | 2               | 2                | 4            |
| Autriche     | Severin Kiefer Viktor Pfeifer                                                                                            | Kerstin Frank Miriam Ziegler | 2               | 2                | 4            |
| Azerbaïdjan  | Alexei Sitnikov | Julia Zlobina | 1               | 1                | 2            |
| Belgique     | Jorik Hendrickx | | 1               | 0                | 1            |
| Brésil       | | Isadora Williams | 0               | 1                | 1            |
| Canada       | Patrick Chan Liam Firus Mitchell Islam Scott Moir Dylan Moscovitch Andrew Poje Eric Radford Kevin Reynolds Rudi Swiegers | Gabrielle Daleman Meagan Duhamel Paige Lawrence Kirsten Moore-Towers Kaetlyn Osmond Alexandra Paul Tessa Virtue Kaitlyn Weaver           | 9               | 8                | 17           |
| Chine        | Tong Jian Yan Han Zhang Hao Zheng Xun                                                                                    | Huang Xintong Li Zijun Pang Qing Peng Cheng Zhang Kexin                                                                                  | 4               | 5                | 9            |
| Corée du Sud | | Kim Hae-Jin Kim Yuna Park So-Youn | 0               | 3                | 3            |
| Espagne      | Adrià Díaz Javier Fernández Javier Raya                                                                                  | Sara Hurtado | 3               | 1                | 4            |
| Estonie      | Viktor Romanenkov | Jelena Glebova | 1               | 1                | 2            |
| États-Unis   | Jeremy Abbott Nathan Bartholomay Evan Bates Jason Brown Alex Shibutani Simon Shnapir Charlie White                       | Marissa Castelli Madison Chock Meryl Davis Polina Edmunds Gracie Gold Maia Shibutani Ashley Wagner Felicia Zhang                         | 7               | 8                | 15           |
| France       | Florent Amodio Fabian Bourzat Morgan Ciprès Lloyd Jones Brian Joubert                                                    | Pernelle Carron Vanessa James Maé-Bérénice Méité Nathalie Péchalat                                                                       | 5               | 4                | 9            |
| Géorgie      | | Elene Gedevanishvili | 0               | 1                | 1            |
| Israël       | Alexei Bychenko Evgeni Krasnopolski                                                                                      | Andrea Davidovich | 2               | 1                | 3            |
| Italie       | Marco Fabbri Matteo Guarise Ondřej Hotárek Luca Lanotte Paul Bonifacio Parkinson                                         | Stefania Berton Anna Cappellini Nicole Della Monica Charlène Guignard Carolina Kostner Valentina Marchei                                 | 5               | 6                | 11           |
| Japon        | Yuzuru Hanyu Ryuichi Kihara Tatsuki Machida Chris Reed Daisuke Takahashi                                                 | Mao Asada Kanako Murakami Cathy Reed Akiko Suzuki Narumi Takahashi                                                                       | 5               | 5                | 10           |
| Kazakhstan   | Abzal Rakimgaliev Denis Ten                                                                                              | | 2               | 0                | 2            |
| Lituanie     | Deividas Stagniūnas | Isabella Tobias | 1               | 1                | 2            |
| Norvège      | | Anne Line Gjersem | 0               | 1                | 1            |
| Ouzbékistan  | Misha Ge | | 1               | 0                | 1            |
| Philippines  | Michael Christian Martinez                                                                                               | | 1               | 0                | 1            |
| Roumanie     | Zoltan Kelemen | | 1               | 0                | 1            |
| Royaume-Uni  | Nicholas Buckland Matthew Parr David King                                                                                | Penny Coomes Stacey Kemp Jenna McCorkell                                                                                                 | 3               | 3                | 6            |
| Russie       | Nikita Katsalapov Fedor Klimov Yuri Larionov Evgeni Plushenko Dmitri Soloviev Maksim Trankov Ruslan Zhiganshin           | Vera Bazarova Ekaterina Bobrova Elena Ilinykh Ioulia Lipnitskaïa Victoria Sinitsina Adelina Sotnikova Ksenia Stolbova Tatiana Volosozhar | 7               | 8                | 15           |
| Slovaquie    | | Nicole Rajičová | 0               | 1                | 1            |
| Suède        | Alexander Majorov | Viktoria Helgesson | 1               | 1                | 2            |
| Tchéquie     | Michal Brezina Tomas Verner                                                                                              | Elizaveta Ukolova | 2               | 1                | 3            |
| Turquie      | Alper Ucar | Alisa Agafonova | 1               | 1                | 2            |
| Ukraine      | Dmitri Dun Yakov Godorozha Yuri Rudyk                                                                                    | Siobhan Heekin-Canedy Julia Lavrentieva Natalia Popova                                                                                   | 3               | 3                | 6            |
| Total        | Total | Total | 75              | 74               | 149          |

## Podiums
| Épreuves                                | Or                                  | Argent                         | Bronze                            |
| --------------------------------------- | ----------------------------------- | ------------------------------ | --------------------------------- |
| Messieurs résultats détaillés           | Yuzuru Hanyū                        | Patrick Chan                   | Denis Ten                         |
| Dames résultats détaillés               | Adelina Sotnikova                   | Kim Yuna                       | Carolina Kostner                  |
| Couples résultats détaillés             | Tatiana Volosozhar / Maksim Trankov | Ksenia Stolbova / Fedor Klimov | Aljona Savchenko / Robin Szolkowy |
| Danse sur glace résultats détaillés     | Meryl Davis / Charlie White         | Tessa Virtue / Scott Moir      | Elena Ilinykh / Nikita Katsalapov |
| Épreuve par équipes résultats détaillés | Russie - Evgeni Plushenko           | Canada - Patrick Chan          | États-Unis - Jeremy Abbott        |

## Tableau des médailles
| Rang  | Pays         | Médaille d'or, Jeux olympiques | Médaille d'argent, Jeux olympiques | Médaille de bronze, Jeux olympiques | Total |
| 1     | Russie       | 3                              | 1                                  | 1                                   | 5     |
| 2     | États-Unis   | 1                              | 0                                  | 1                                   | 2     |
| 3     | Japon        | 1                              | 0                                  | 0                                   | 1     |
| 4     | Canada       | 0                              | 3                                  | 0                                   | 3     |
| 5     | Corée du Sud | 0                              | 1                                  | 0                                   | 1     |
| 6     | Allemagne    | 0                              | 0                                  | 1                                   | 1     |
| 6     | Italie       | 0                              | 0                                  | 1                                   | 1     |
| 6     | Kazakhstan   | 0                              | 0                                  | 1                                   | 1     |
| Total | Total        | 5                              | 5                                  | 5                                   | 15    |

## Détails des compétitions

### Messieurs

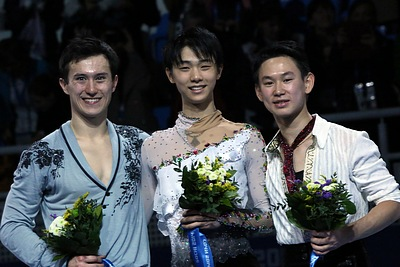
Podium des Messieurs

| Rang                                        | Nom                        | Pays        | Points | Programme court | Programme court | Programme libre | Programme libre |
| ------------------------------------------- | -------------------------- | ----------- | ------ | --------------- | --------------- | --------------- | --------------- |
| 1                                           | Yuzuru Hanyu               | Japon       | 280.09 | 1               | 101.45          | 1               | 178.64          |
| 2                                           | Patrick Chan               | Canada      | 275.62 | 2               | 97.52           | 2               | 178.10          |
| 3                                           | Denis Ten                  | Kazakhstan  | 255.10 | 9               | 84.06           | 3               | 171.04          |
| 4                                           | Javier Fernández           | Espagne     | 253.92 | 3               | 86.98           | 5               | 166.94          |
| 5                                           | Tatsuki Machida            | Japon       | 253.42 | 11              | 83.48           | 4               | 169.94          |
| 6                                           | Daisuke Takahashi          | Japon       | 250.67 | 4               | 86.40           | 6               | 164.27          |
| 7                                           | Han Yan                    | Chine       | 246.20 | 8               | 85.66           | 7               | 160.54          |
| 8                                           | Peter Liebers              | Allemagne   | 239.87 | 5               | 86.04           | 9               | 153.83          |
| 9                                           | Jason Brown                | États-Unis  | 238.37 | 6               | 86.00           | 11              | 152.37          |
| 10                                          | Michal Březina             | Tchéquie    | 233.62 | 12              | 81.95           | 13              | 151.67          |
| 11                                          | Tomáš Verner               | Tchéquie    | 232.99 | 13              | 81.09           | 12              | 151.90          |
| 12                                          | Jeremy Abbott              | États-Unis  | 232.70 | 15              | 72.58           | 8               | 160.12          |
| 13                                          | Brian Joubert              | France      | 231.77 | 7               | 85.84           | 14              | 145.93          |
| 14                                          | Alexander Majorov          | Suède       | 224.86 | 10              | 83.81           | 16              | 141.05          |
| 15                                          | Kevin Reynolds             | Canada      | 222.23 | 17              | 68.76           | 10              | 153.47          |
| 16                                          | Jorik Hendrickx            | Belgique    | 214.04 | 16              | 72.52           | 15              | 141.52          |
| 17                                          | Misha Ge                   | Ouzbékistan | 203.26 | 18              | 68.07           | 17              | 135.19          |
| 18                                          | Florent Amodio             | France      | 198.64 | 14              | 75.68           | 18              | 123.06          |
| 19                                          | Michael Christian Martinez | Philippines | 184.25 | 19              | 64.81           | 20              | 119.44          |
| 20                                          | Yakov Godorozha            | Ukraine     | 182.19 | 21              | 62.65           | 19              | 119.54          |
| 21                                          | Alexei Bychenko            | Israël      | 177.06 | 22              | 62.44           | 21              | 114.62          |
| 22                                          | Abzal Rakimgaliev          | Kazakhstan  | 174.40 | 20              | 64.18           | 22              | 110.22          |
| 23                                          | Zoltan Kelemen             | Roumanie    | 158.76 | 24              | 60.41           | 23              | 98.35           |
| 24                                          | Viktor Romanenkov          | Estonie     | 139.99 | 23              | 61.55           | 24              | 78.44           |
| Patineurs éliminés après le programme court |                            |             |        |                 |                 |                 |                 |
| 25                                          | Javier Raya                | Espagne     |        | 25              | 59.76           | NC              | NC              |
| 26                                          | Viktor Pfeifer             | Autriche    |        | 26              | 56.60           | NC              | NC              |
| 27                                          | Paul Bonifacio Parkinson   | Italie      |        | 27              | 56.30           | NC              | NC              |
| 28                                          | Liam Firus                 | Canada      |        | 28              | 55.04           | NC              | NC              |
| 29                                          | Brendan Kerry              | Australie   |        | 29              | 47.12           | NC              | NC              |
| Forfait                                     | Evgeni Plushenko           | Russie      |        | NC              | NC              | NC              | NC              |

### Dames

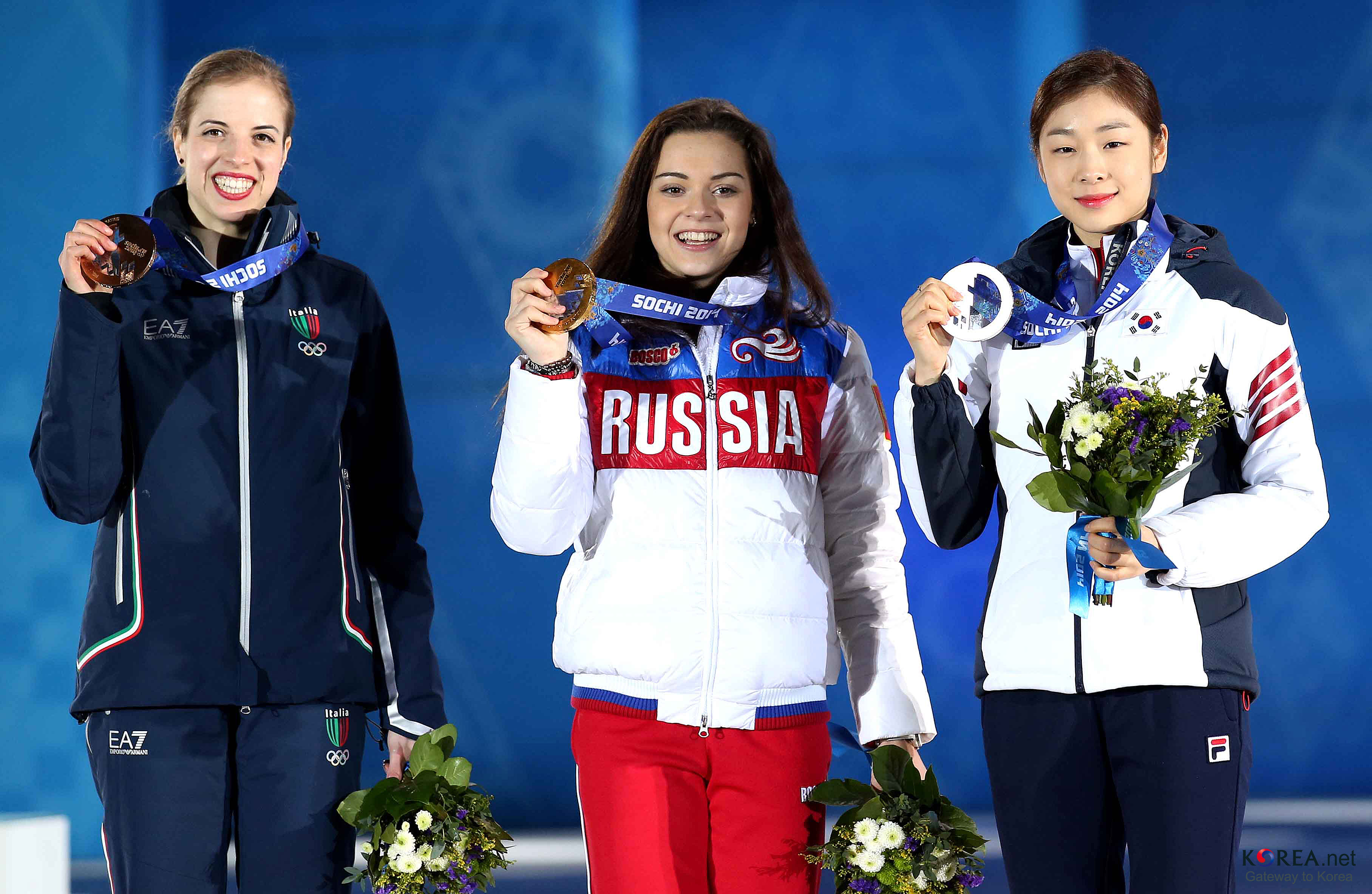
Podium des Dames

| Rang                                          | Nom                  | Pays            | Points | Programme court | Programme court | Programme libre | Programme libre |
| --------------------------------------------- | -------------------- | --------------- | ------ | --------------- | --------------- | --------------- | --------------- |
| 1                                             | Adelina Sotnikova    | Russie          | 224.59 | 2               | 74.64           | 1               | 149.95          |
| 2                                             | Kim Yuna             | Corée du Sud    | 219.11 | 1               | 74.92           | 2               | 144.19          |
| 3                                             | Carolina Kostner     | Italie          | 216.73 | 3               | 74.12           | 4               | 142.61          |
| 4                                             | Gracie Gold          | États-Unis      | 205.53 | 4               | 68.63           | 5               | 136.90          |
| 5                                             | Ioulia Lipnitskaïa   | Russie          | 200.57 | 5               | 65.23           | 6               | 135.34          |
| 6                                             | Mao Asada            | Japon           | 198.22 | 16              | 55.51           | 3               | 142.71          |
| 7                                             | Ashley Wagner        | États-Unis      | 193.20 | 6               | 65.21           | 7               | 127.99          |
| 8                                             | Akiko Suzuki         | Japon           | 186.32 | 8               | 60.97           | 8               | 125.35          |
| 9                                             | Polina Edmunds       | États-Unis      | 183.25 | 7               | 61.04           | 9               | 122.21          |
| 10                                            | Maé-Bérénice Meité   | France          | 174.53 | 9               | 58.63           | 11              | 115.90          |
| 11                                            | Valentina Marchei    | Italie          | 173.33 | 12              | 57.02           | 10              | 116.31          |
| 12                                            | Kanako Murakami      | Japon           | 170.98 | 15              | 55.60           | 12              | 115.38          |
| 13                                            | Kaetlyn Osmond       | Canada          | 168.98 | 13              | 56.18           | 13              | 112.80          |
| 14                                            | Li Zijun             | Chine           | 168.30 | 11              | 57.55           | 14              | 110.75          |
| 15                                            | Zhang Kexin          | Chine           | 154.21 | 14              | 55.80           | 15              | 98.41           |
| 16                                            | Kim Haejin           | Corée du Sud    | 149.48 | 18              | 54.37           | 17              | 95.11           |
| 17                                            | Gabrielle Daleman    | Canada          | 148.44 | 19              | 52.61           | 16              | 95.83           |
| 18                                            | Nathalie Weinzierl   | Allemagne       | 147.36 | 10              | 57.63           | 21              | 89.73           |
| 19                                            | Elene Gedevanishvili | Géorgie         | 147.15 | 17              | 54.70           | 20              | 92.45           |
| 20                                            | Brooklee Han         | Australie       | 143.84 | 22              | 49.32           | 18              | 94.52           |
| 21                                            | Park So Youn         | Corée du Sud    | 142.97 | 23              | 49.14           | 19              | 93.83           |
| 22                                            | Elizaveta Ukolova    | Tchéquie        | 136.42 | 20              | 51.87           | 23              | 84.55           |
| 23                                            | Anne Line Gjersem    | Norvège         | 134.54 | 24              | 48.56           | 22              | 85.98           |
| 24                                            | Nicole Rajičová      | Slovaquie       | 125.00 | 21              | 49.80           | 24              | 75.20           |
| Patineuses éliminées après le programme court |                      |                 |        |                 |                 |                 |                 |
| 25                                            | Jenna McCorkell      | Grande-Bretagne |        | 25              | 48.34           | NC              | NC              |
| 26                                            | Kerstin Frank        | Autriche        |        | 26              | 48.00           | NC              | NC              |
| 27                                            | Viktoria Helgesson   | Suède           |        | 27              | 47.84           | NC              | NC              |
| 28                                            | Natalia Popova       | Ukraine         |        | 28              | 47.42           | NC              | NC              |
| 29                                            | Elena Glebova        | Estonie         |        | 29              | 46.19           | NC              | NC              |
| 30                                            | Isadora Williams     | Brésil          |        | 30              | 40.37           | NC              | NC              |

### Couples

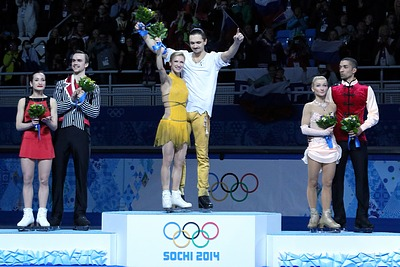
Podium des Couples

| Rang                                      | Nom                                     | Pays            | Points | Programme court | Programme court | Programme libre | Programme libre |
| ----------------------------------------- | --------------------------------------- | --------------- | ------ | --------------- | --------------- | --------------- | --------------- |
| 1                                         | Tatiana Volosozhar / Maxim Trankov      | Russie          | 236.86 | 1               | 84.17           | 1               | 152.69          |
| 2                                         | Ksenia Stolbova / Fedor Klimov          | Russie          | 218.68 | 3               | 75.21           | 2               | 143.47          |
| 3                                         | Aljona Savchenko / Robin Szolkowy       | Allemagne       | 215.78 | 2               | 79.64           | 4               | 136.14          |
| 4                                         | Pang Qing / Tong Jian                   | Chine           | 209.88 | 4               | 73.30           | 3               | 136.58          |
| 5                                         | Kirsten Moore-Towers / Dylan Moscovitch | Canada          | 202.10 | 6               | 70.92           | 5               | 131.18          |
| 6                                         | Vera Bazarova / Yuri Larionov           | Russie          | 199.60 | 8               | 69.66           | 6               | 129.94          |
| 7                                         | Meagan Duhamel / Eric Radford           | Canada          | 199.53 | 5               | 72.21           | 7               | 127.32          |
| 8                                         | Peng Cheng / Zhang Hao                  | Chine           | 195.72 | 7               | 70.59           | 8               | 125.13          |
| 9                                         | Marissa Castelli / Simon Shnapir        | États-Unis      | 187.82 | 9               | 67.44           | 9               | 120.28          |
| 10                                        | Vanessa James / Morgan Ciprès           | France          | 179.43 | 10              | 65.36           | 11              | 114.07          |
| 11                                        | Stefania Berton / Ondřej Hotárek        | Italie          | 179.08 | 11              | 63.57           | 10              | 115.51          |
| 12                                        | Felicia Zhang / Nathan Bartholomay      | États-Unis      | 167.21 | 14              | 56.90           | 12              | 110.31          |
| 13                                        | Maylin Wende / Daniel Wende             | Allemagne       | 166.25 | 12              | 59.25           | 13              | 107.00          |
| 14                                        | Paige Lawrence / Rudi Swiegers          | Canada          | 161.98 | 13              | 58.97           | 14              | 103.01          |
| 15                                        | Andrea Davidovich / Evgeni Krasnopolski | Israël          | 147.73 | 15              | 53.38           | 15              | 94.35           |
| 16                                        | Nicole Della Monica / Matteo Guarise    | Italie          | 137.86 | 16              | 51.64           | 16              | 86.22           |
| Couples éliminés après le programme court |                                         |                 |        |                 |                 |                 |                 |
| 17                                        | Miriam Ziegler / Severin Kiefer         | Autriche        |        | 17              | 49.62           | NC              | NC              |
| 18                                        | Narumi Takahashi / Ryuichi Kihara       | Japon           |        | 18              | 48.45           | NC              | NC              |
| 19                                        | Stacey Kemp / David King                | Grande-Bretagne |        | 19              | 44.98           | NC              | NC              |
| 20                                        | Julia Lavrentieva / Yuri Rudyk          | Ukraine         |        | 20              | 44.30           | NC              | NC              |

### Danse sur glace
| Rang                                            | Nom                                    | Nation          | Points | Danse courte | Danse courte | Danse libre | Danse libre |
| ----------------------------------------------- | -------------------------------------- | --------------- | ------ | ------------ | ------------ | ----------- | ----------- |
| 1                                               | Meryl Davis / Charlie White            | États-Unis      | 195.52 | 1            | 78.89        | 1           | 116.63      |
| 2                                               | Tessa Virtue / Scott Moir              | Canada          | 190.99 | 2            | 76.33        | 2           | 114.66      |
| 3                                               | Elena Ilinykh / Nikita Katsalapov      | Russie          | 183.48 | 3            | 73.04        | 3           | 110.44      |
| 4                                               | Nathalie Péchalat / Fabian Bourzat     | France          | 177.22 | 4            | 72.78        | 4           | 104.44      |
| 5                                               | Ekaterina Bobrova / Dmitri Soloviev    | Russie          | 172.92 | 5            | 69.97        | 6           | 102.95      |
| 6                                               | Anna Cappellini / Luca Lanotte         | Italie          | 169.50 | 6            | 67.58        | 7           | 101.92      |
| 7                                               | Kaitlyn Weaver / Andrew Poje           | Canada          | 169.11 | 7            | 65.93        | 5           | 103.18      |
| 8                                               | Madison Chock / Evan Bates             | États-Unis      | 164.64 | 8            | 65.46        | 8           | 99.18       |
| 9                                               | Maia Shibutani / Alex Shibutani        | États-Unis      | 155.17 | 9            | 64.47        | 10          | 90.70       |
| 10                                              | Penny Coomes / Nicholas Buckland       | Grande-Bretagne | 151.11 | 11           | 59.33        | 9           | 91.78       |
| 11                                              | Nelli Zhiganshina / Alexander Gazsi    | Allemagne       | 150.77 | 10           | 60.91        | 12          | 89.86       |
| 12                                              | Julia Zlobina / Alexei Sitnikov        | Azerbaïdjan     | 148.63 | 14           | 58.15        | 11          | 90.48       |
| 13                                              | Sara Hurtado / Adrià Díaz              | Espagne         | 146.97 | 12           | 58.58        | 13          | 88.39       |
| 14                                              | Charlène Guignard / Marco Fabbri       | Italie          | 144.78 | 15           | 58.14        | 14          | 86.64       |
| 15                                              | Pernelle Carron / Lloyd Jones          | France          | 142.87 | 13           | 58.25        | 15          | 84.62       |
| 16                                              | Victoria Sinitsina / Ruslan Zhiganshin | Russie          | 140.66 | 16           | 58.01        | 17          | 82.65       |
| 17                                              | Isabella Tobias / Deividas Stagniūnas  | Lituanie        | 139.00 | 17           | 56.40        | 18          | 82.60       |
| 18                                              | Alexandra Paul / Mitchell Islam        | Canada          | 138.70 | 18           | 55.91        | 16          | 82.79       |
| 19                                              | Tanja Kolbe / Stefano Caruso           | Allemagne       | 130.56 | 19           | 54.43        | 19          | 76.13       |
| 20                                              | Danielle O'Brien / Gregory Merriman    | Australie       | 128.53 | 20           | 52.68        | 20          | 75.85       |
| Couples de danse éliminés après la danse courte |                                        |                 |        |              |              |             |             |
| 21                                              | Cathy Reed / Chris Reed                | Japon           |        | 21           | 52.29        | NC          | NC          |
| 22                                              | Alisa Agafonova / Alper Uçar           | Turquie         |        | 22           | 49.84        | NC          | NC          |
| 23                                              | Huang Xintong / Zheng Xun              | Chine           |        | 23           | 48.96        | NC          | NC          |
| 24                                              | Siobhan Heekin-Canedy / Dmitri Dun     | Ukraine         |        | 24           | 41.90        | NC          | NC          |

### Épreuve par équipes
Les résultats finaux sont les suivants :
| Rang                                | Nation          | Programme court | Programme court | Programme court | Programme court | Programme libre | Programme libre | Programme libre | Programme libre | Points |
| Rang                                | Nation          | Messieurs       | Couples         | Danse           | Dames           | Couples         | Messieurs       | Dames           | Danse           | Points |
| ----------------------------------- | --------------- | --------------- | --------------- | --------------- | --------------- | --------------- | --------------- | --------------- | --------------- | ------ |
| Médaille d'or, Jeux olympiques      | Russie          | 9               | 10              | 8               | 10              | 10              | 10              | 10              | 8               | 75     |
| Médaille d'argent, Jeux olympiques  | Canada          | 8               | 9               | 9               | 6               | 9               | 9               | 6               | 9               | 65     |
| Médaille de bronze, Jeux olympiques | États-Unis      | 4               | 6               | 10              | 7               | 7               | 7               | 9               | 10              | 60     |
| 4                                   | Italie          | 1               | 7               | 6               | 9               | 8               | 6               | 8               | 7               | 52     |
| 5                                   | Japon           | 10              | 3               | 3               | 8               | 6               | 8               | 7               | 6               | 51     |
| 6                                   | France          | 6               | 4               | 7               | 5               | non qualifiée   | non qualifiée   | non qualifiée   | non qualifiée   | 22     |
| 7                                   | Chine           | 7               | 8               | 1               | 4               | non qualifiée   | non qualifiée   | non qualifiée   | non qualifiée   | 20     |
| 8                                   | Allemagne       | 5               | 5               | 5               | 2               | non qualifiée   | non qualifiée   | non qualifiée   | non qualifiée   | 17     |
| 9                                   | Ukraine         | 3               | 2               | 2               | 3               | non qualifiée   | non qualifiée   | non qualifiée   | non qualifiée   | 10     |
| 10                                  | Grande-Bretagne | 2               | 1               | 4               | 1               | non qualifié    | non qualifié    | non qualifié    | non qualifié    | 8      |